# 福陳·Z·卡倫姆比拉
福陳·Z·卡倫姆比拉（英語：Fortune Z. Charumbira），是一位来自津巴布韦的政治家，自2022年起担任泛非议会主席。自2013年起，他还担任津巴布韦酋长委员会主席。在2000年代，他曾担任泛非议会第四副主席以及津巴布韦地方政府和公共工程部副部长。